# Sialolitiasi
La sialolitiasi o litiasi salival (o, poc emprada, ptialolitiasi) és la presència de càlculs a les glàndules salivals o als conductes salivals. Les pedres són més comunament en la glàndula submandibular, on les pedres poden obstruir el conducte de Wharton. Freqüentment s'associa amb infecció crònica (Staphylococcus aureus, Streptococcus viridans) de les glàndules, la deshidratació (fenotiazines), i/o augment dels nivells locals de calci, però en molts casos són idiopatiques. El dolor, quan estan present, en general s'origina en el sòl de la boca, encara que en molts casos les pedres sols causen inflor intermitent.